# Витцель, Карл Эрнст
Ка́рл Э́рнст Витце́ль (нем. Karl Ernst Witzel; 10 октября 1884, Хирсфельд, Пруссия — 30 мая 1976, Берлин, ФРГ) — немецкий военно-морской деятель, генерал-адмирал.
Начал службу в 1902 году. Участвовал в Первой мировой войне, после окончания которой продолжил службу.
С 1934 года — начальник Управления военно-морских вооружений Верховного командования ВМФ.
1 апреля 1941 года присвоено звание генерал-адмирал. В августе 1942 года смещён с должности по обвинению в халатности и отправлен на фронт.
В 1943 году отозван с фронта и переведён в резерв командования ВМФ, служил имперским советником в Министерстве вооружений и боеприпасов.
В мае 1945 года взят в плен советской армией. 25 июня 1950 года военным трибуналом приговорён к 25 годам заключения.
7 октября 1955 года передан властям ФРГ и освобождён.
После освобождения жил в Западном Берлине, где и умер.

## Награды
- Орден Данеброг рыцарский крест
- Железный крест (1914) 2-го и 1-го класса
- Крест Фридриха Августа 2-го и 1-го класса
- Крест за выслугу лет (Пруссия)
- Почётный крест ветерана войны — фронтовика
- Медаль «За выслугу лет в вермахте» 4-го, 3-го, 2-го, 1-го и особого класса
- Пряжка к Железному кресту (1939) 2-го и 1-го класса
- Крест военных заслуг 2-го и 1-го класса с мечами
- Рыцарский крест Креста военных заслуг с мечами (06.10.1942)